# Romuald Michniewicz
Romuald Michniewicz (ur. 7 lipca 1929 w Wilnie) – pułkownik, funkcjonariusz służby bezpieczeństwa, kierownik Grupy Operacyjnej „Wisła” MSW w Moskwie.
Syn Antoniego i Longiny. Funkcjonariusz resortów – bezpieczeństwa publicznego i spraw wewnętrznych, pełnił służbę m.in. na stanowiskach: referenta nadzoru technicznego, st. referenta ds wyszkolenia i st. instruktora w Wojewódzkim Urzędzie Bezpieczeństwa Publicznego w Szczecinie (1945–1952), instruktora w Departamencie Szkolenia MBP (1952–1955), st. referenta w Departamencie Kadr i Szkolenia, st. referenta, oficera operacyjnego w Departamencie II, kontrwywiadu KdsBP (1955–1957), oficera operacyjnego, st. oficera operacyjnego, zastępcy naczelnika, naczelnika wydziału, zastępcy dyrektora w Departamencie II, kontrwywiadu MSW (1957–1978).
W okresie 1 września 1974 – 30 października 1977 był kierownikiem Grupy Operacyjnej „Wisła” w Moskwie na etacie niejawnym zastępcy dyrektora Departamentu II MSW, oficjalnie na stanowisku radcy Ambasady PRL w Moskwie.
Jego synem jest Robert Michniewicz, były radca w Ministerstwie Spraw Zagranicznych, mąż dziennikarki Beaty Michniewicz.